# Перуанская мирикина
Перуанская мирикина (лат. Aotus miconax) — вид млекопитающих надсемейства широконосых обезьян.

## Описание
Взрослые животные весят в среднем около 1 кг, в длину составляют до 50 см. Цвет шерсти от серого до светло-коричневого, с характерными чёрно-белыми отметинами на морде. Грудь, брюхо и передние конечности оранжеватые.

## Поведение
Вид моногамен, образует небольшие семейные группы от 2 до 6 животных, как и остальные ночные обезьяны. Данных о рационе немного, однако известно, что вид предпочитает фрукты, но также питается и листьями, почками, насекомыми. Представители вида наблюдались как в первичном, так и во вторичном лесу.

## Распространение
Это один из наименее изученных видов южноамериканских приматов. Вся известная о нём информация сводится к музейным образцам, редким встречам в дикой природе и некоторой базовой экологической информации. Считается, что вид населяет горные леса на высоте 900—2800 м над уровнем моря в северо-западном Перу.

## Статус популяции
Один из самых редких видов приматов Южной Америки. Международный союз охраны природы присвоил ему охранный статус «уязвимый» (англ. Vulnerable). Входит в список охраняемых видов согласно перуанскому законодательству.
Основная угроза популяции — разрушение среды обитание. Кроме того, это животное является объектом нелегальной охоты.